# 1922 au cinéma
| Années du cinéma : 1919 - 1920 - 1921 - 1922 - 1923 - 1924 - 1925    |
| Décennies du cinéma : 1890 - 1900 - 1910 - 1920 - 1930 - 1940 - 1950 |

Cet article présente les faits marquants de l'année 1922 au cinéma.

## Événements

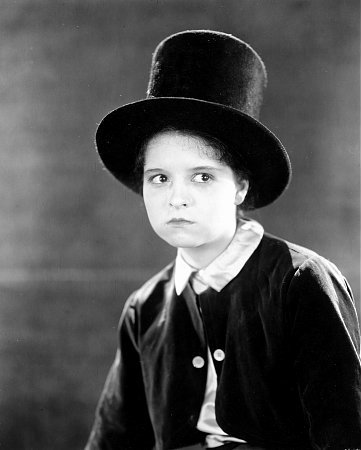
Clara Bow, publicité pour le film Down to the Sea in Ships sorti le 22 novembre

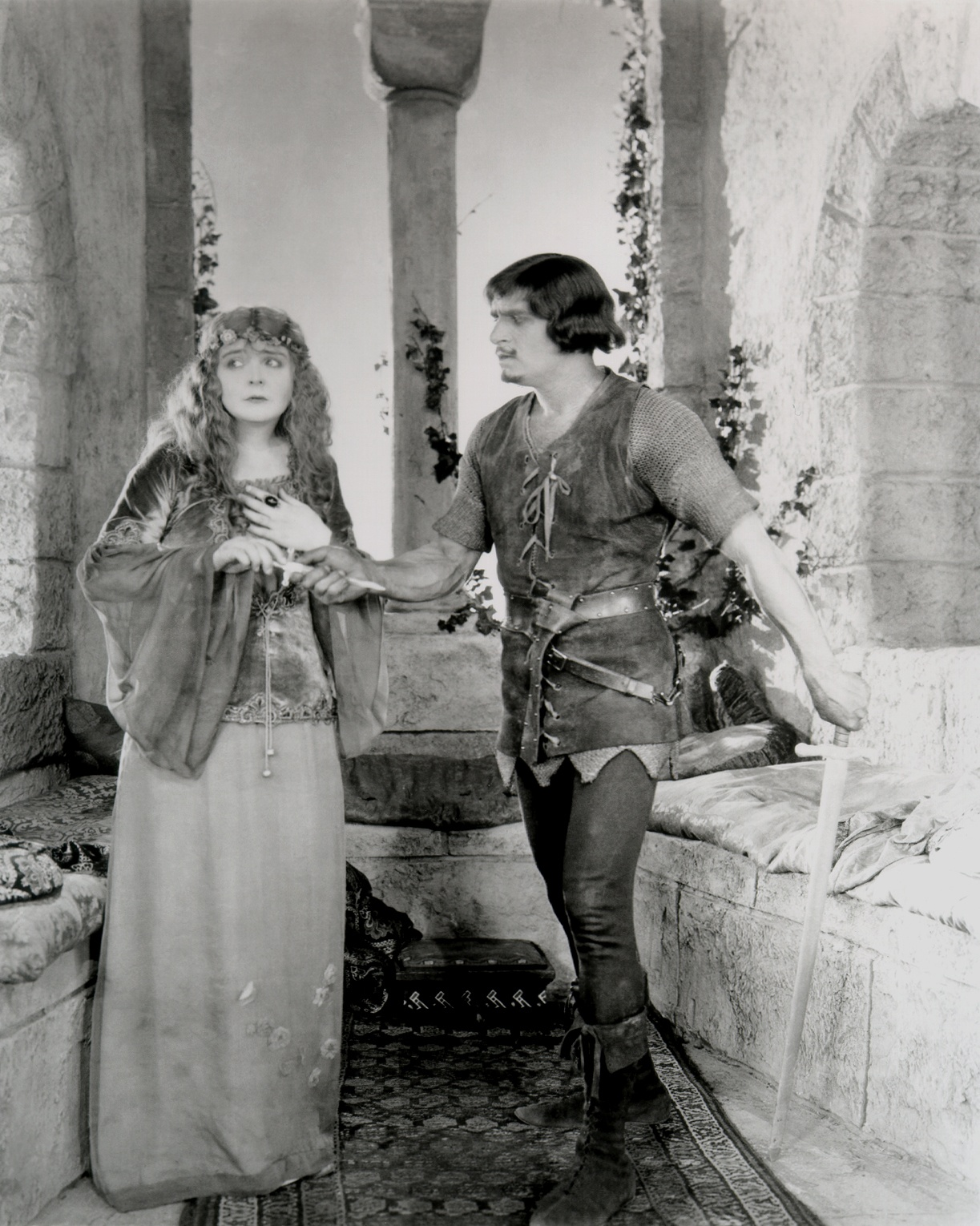
Douglas Fairbanks et Enid Bennett dans Robin Hood

- 21 mai : Dziga Vertov crée le journal Kino-Pravda, équivalent cinématographique du célèbre quotidien russe Pravda. Le titre deviendra par la suite un mot d'ordre pour les cinéastes groupés autour du réalisateur et le nom du courant cinématographique avant-gardiste dont ils font partie.
- Décembre : Pathé sort le projecteur Pathé-Baby destiné à la projection familiale sous la dénomination « Le Cinéma chez soi » avec un catalogue de près de 200 films au nouveau format 9,5 mm à perforation centrale et sur support ininflammable.

## Principaux films de l'année
- 10 janvier : Folies de femmes, film américain d'Erich von Stroheim.
- 5 mars : Nosferatu le vampire, film de Friedrich Wilhelm Murnau, tiré du roman de Bram Stoker Dracula, avec Max Schreck, sort en Allemagne.

- 2 avril : Jour de paye, film américain de Charlie Chaplin.
- 27 avril et 26 mai : Sortie en Allemagne du film de Fritz Lang « Le Docteur Mabuse ».
- 11 juin :  sortie aux États-Unis de « Nanook of the North » (Nanouk) le premier film documentaire important, réalisé par Robert Flaherty.
- Juillet : La Terre qui flambe, film de Friedrich Wilhelm Murnau.
- 5 août : Arènes sanglantes (Blood and Sand), film américain de Fred Niblo.
- Septembre : Le perle di Cleopatra, film de Guido Brignone.
- 18 octobre : Sortie de Robin des Bois (Robin Hood) film de Allan Dwan et Douglas Fairbanks.
- 26 octobre : Jeremias, film d'Eugen Illés (en).

- La Femme de nulle part, film psychologique de Louis Delluc.
- Le Fils du Flibustier, cinéroman français en douze épisodes de Louis Feuillade.
- Vingt ans après, film de Henri Diamant-Berger.
- La Souriante Madame Beudet, film de Germaine Dulac. Il est considéré comme le premier véritable film féministe.
- La Sorcellerie à travers les âges, film dano-suédois de Benjamin Christensen. Le film analyse la manière dont les superstitions ainsi que l'incompréhension des maladies et pathologies mentales peuvent mener à l'hystérie de la chasse aux sorcières

## Principales naissances
- 21 janvier : Paul Scofield, acteur britannique († le 19 mars 2008)
- 3 mars : Maurice Biraud, acteur français († 24 décembre 1982).
- 5 mars : Pier Paolo Pasolini, poète, romancier, et cinéaste italien († 1er novembre 1975).
- 23 mars : Ugo Tognazzi, acteur italien († 27 octobre 1990).
- 7 avril : Sophie Desmarets, comédienne française († 13 février 2012).
- 2 mai : Doug Wildey, scénariste, réalisateur et producteur américain († 5 octobre 1994).
- 5 mai : Serge Reggiani, chanteur et comédien français († 23 juillet 2004).
- 16 mai : Martine Carol Marie-Louise Mourer, dite), comédienne française († 6 février 1967).
- 19 mai : Dora Doll, actrice française († 15 novembre 2015).
- 27 mai : Christopher Lee, acteur britannique († 7 juin 2015).
- 31 mai : Paul Barselou, acteur américain. († 22 septembre 2017).
- 31 mai : Denholm Elliott, acteur britannique († 6 octobre 1992) .
- 3 juin : Alain Resnais, cinéaste français († 1er mars 2014).
- 10 juin : Judy Garland (Frances Gumm, dite), comédienne et chanteuse américaine, († 21 juin 1969).
- 17 juin : Jerry Fielding, compositeur américain de musique de films († 17 février 1980).
- 26 juin : Dick Smith, maquilleur américain († 31 juillet 2014).
- 22 juillet : Raymond Chirat, historien du cinéma français, († 26 août 2015).
- 18 août : Alain Robbe-Grillet, écrivain et cinéaste français († 18 février 2008).
- 22 août : Micheline Presle (Micheline Chassagne, dite), comédienne française. († 21 février 2024).
- 1er septembre : Vittorio Gassman, comédien et metteur en scène italien († 29 juin 2000).
- 14 septembre : Michel Auclair, comédien français († 7 janvier 1988).
- 16 septembre : Marcel Mouloudji, chanteur et comédien français († 14 juin 1994).
- 27 septembre : Carl Ballantine, acteur américain († 3 novembre 2009).
- 2 octobre : Mel Ferber, réalisateur américain († 19 juin 2003).
- 27 octobre : 
  - Michel Galabru, acteur français († 4 janvier 2016).
  - Ruby Dee, actrice, scénariste et productrice américaine († le 11 juin 2014).
- 15 novembre : Francesco Rosi, cinéaste italien († 10 janvier 2015).
- 21 novembre : Maria Casarès, comédienne espagnole († 21 novembre 1996).
- 4 décembre : Gérard Philipe, comédien français († 25 novembre 1959).
- 11 décembre : Dilip Kumar, acteur indien. († 7 juillet 2021).
- 24 décembre : Ava Gardner, actrice américaine († 25 janvier 1990).